# NGC 3007
NGC 3007 este o galaxie lenticulară situată în constelația Sextantul. A fost descoperită în 16 martie 1885 de către Édouard Stephan⁠(d). Se află la o distanță de 93,75 de megaparseci de Pământ.